# Bầu cử ở Bắc Triều Tiên

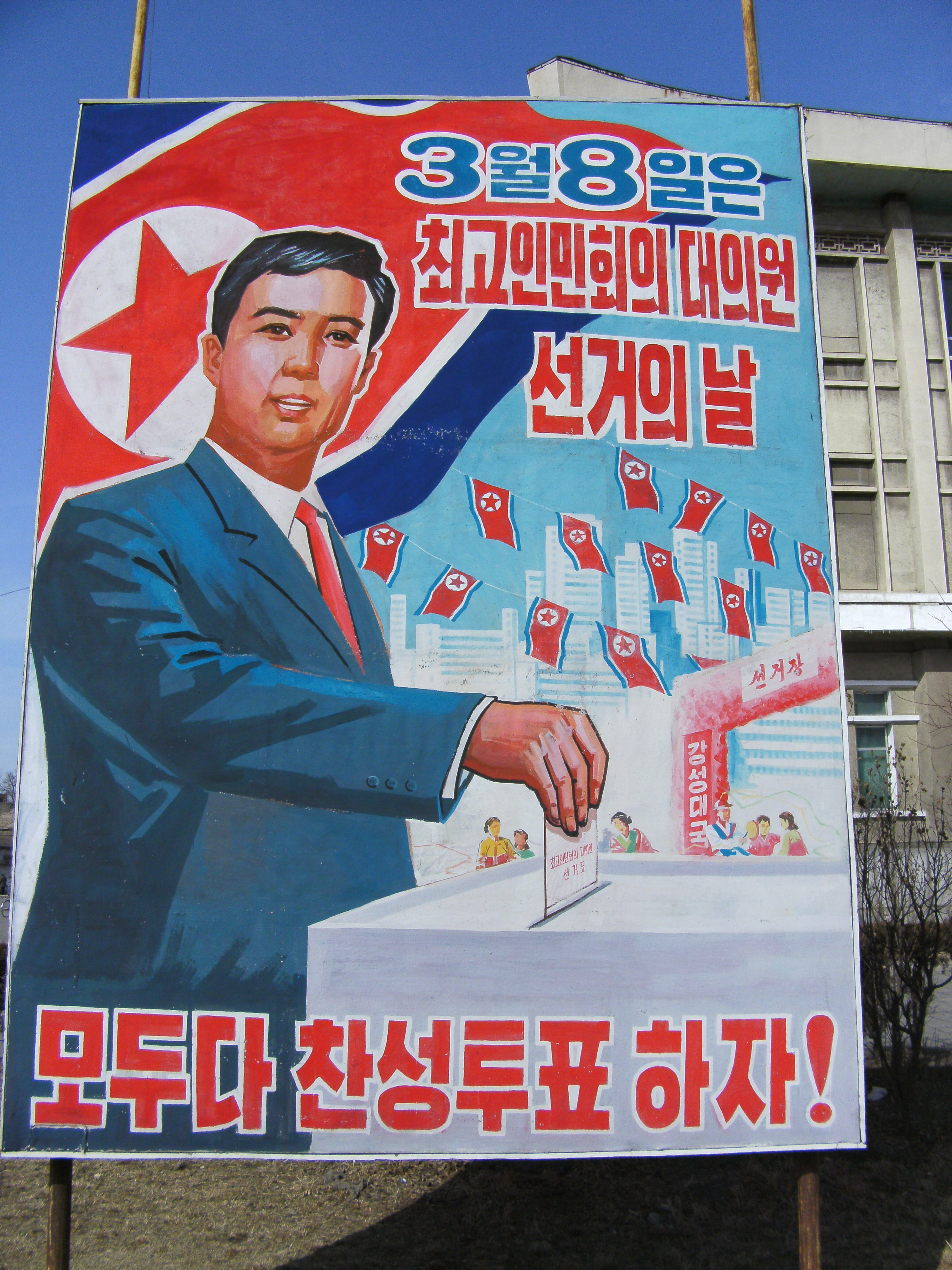
Một tấm áp phích tuyên truyền tại Bình Nhưỡng với khẩu hiệu "Chúng ta hãy cùng bỏ phiếu đồng ý!" ("모두다 찬성투표하자!")

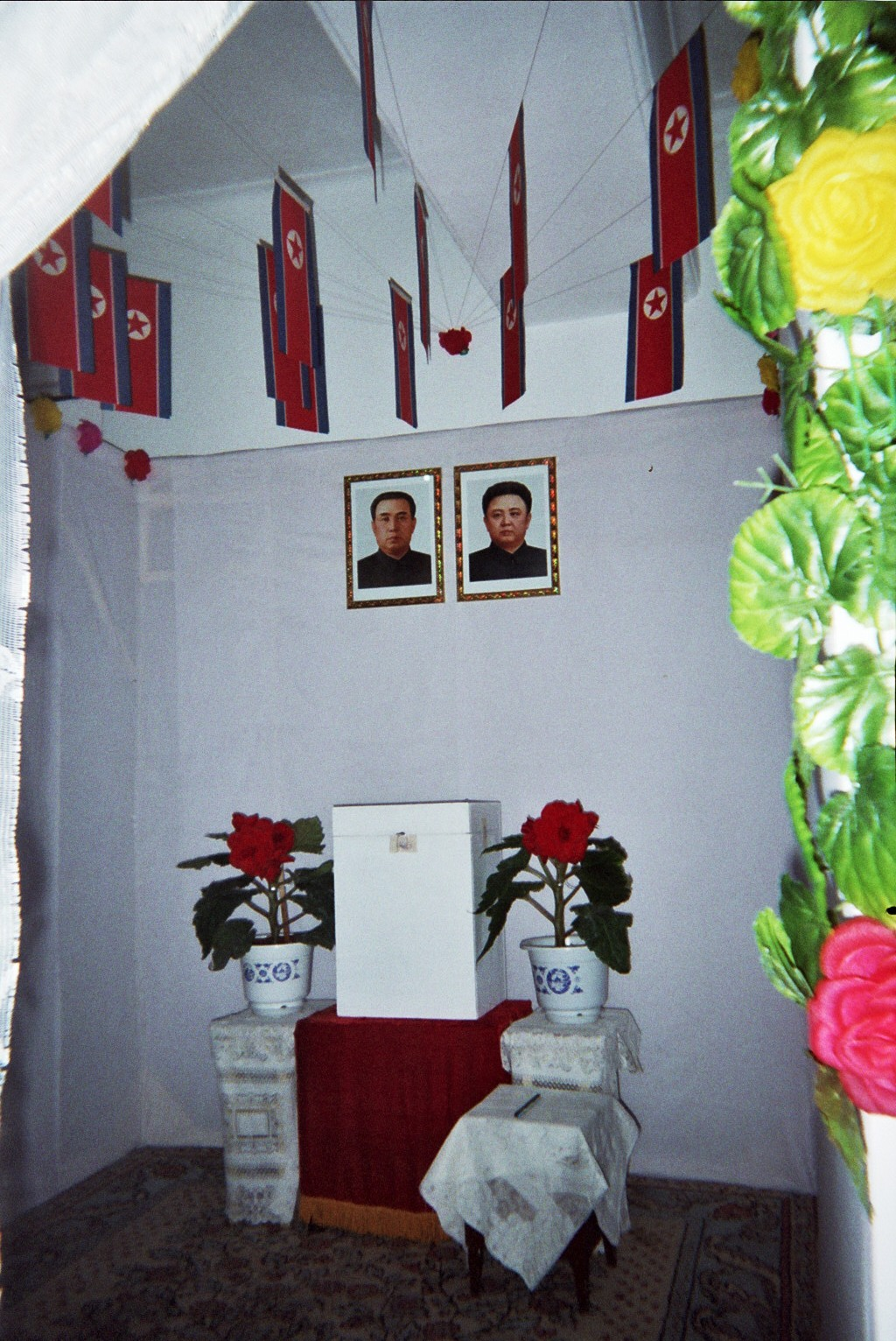
Nếu cử tri muốn gạch ngang tên của ứng cử viên thì phải làm bằng một cây bút màu đỏ bên cạnh hòm phiếu không có bí mật.

Các cuộc bầu cử ở Bắc Triều Tiên được tổ chức 5 năm một lần  bầu Quốc hội (SPA) — cơ quan lập pháp quốc gia — và bốn năm một lần cho Hội đồng Nhân dân Địa phương.
Tất cả các ghế đều giành được bởi Mặt trận Dân chủ Thống nhất Tổ quốc.  Đảng Lao động Triều Tiên chiếm ưu thế Mặt trận và giữ 87,5% số ghế, với 7,4% đối với Đảng Dân chủ Xã hội Triều Tiên, 3,2% đối với Đảng Thanh Hữu Niên Đạo, và 1.9% cho các ứng viên độc lập. Theo báo cáo chính thức, cử tri đi bầu là gần 100%, và sự chấp thuận của các ứng cử viên Mặt trận Dân chủ là nhất trí hoặc gần như thế.

## Thủ tục
Trả lời câu hỏi do Michael Marshall đưa ra, Li Chun Sik của Triều Tiên tuyên bố tại một cuộc họp của Hội nghị Hiệp hội các Tổng Thư ký Nghị viện (ASGP) của Liên minh Nghị viện Thế giới:
Trong khi các ứng cử viên có thể được bất cứ ai đề cử, đó là thực tế cho tất cả các ứng cử viên được các đảng đề cử.Những đề cử này đã được Mặt trận Dân chủ Thống nhất Tổ quốc và sau đó bởi Ủy ban Bầu cử Trung ương, đã phân bổ các ứng cử viên cho vị trí.Các ứng cử viên 
trong mỗi vị trí sau đó được các cử tri xem xét trong các cuộc họp tại 
nơi làm việc hoặc tương tự, và vào ngày bầu cử, cử tri có thể chỉ ra sự 
chấp thuận hoặc không chấp thuận của ứng viên trên lá phiếu.

Chỉ có một ứng cử viên xuất hiện trên lá phiếu. Các cuộc bầu cử được tiến hành theo hình thức bỏ phiếu kín, và cử tri có thể gạt bỏ tên ứng cử viên để bỏ phiếu chống lại ông ta, nhưng phải làm như vậy bằng cách gạch tên trong một buồng đặc biệt. Bỏ phiếu là bắt buộc và số người bỏ phiếu thường là gần 100%.
Các thành viên của Quốc hội được bầu vào các kỳ hạn 5 năm, và gặp nhau trong các kỳ họp mỗi năm 10 ngày. Quốc hội bầu một ủy ban thường trực được gọi là Đoàn Chủ tịch, có chức năng lập pháp khi hội đồng không hoạt động. Nó cũng bầu Chủ tịch Ủy ban Quốc phòng Quốc gia, nguyên thủ quốc gia và Thủ tướng

### Bầu cử địa phương
Các cuộc bầu cử địa phương đã được tổ chức từ năm 1999. Người dân bầu cử đại biểu cho các hội đồng thành phố, quận, và tỉnh mỗi bốn năm một lần.  Số lượng đại diện được xác định bởi số dân trong từng khu vực.
Thị trưởng và Tỉnh trưởng được bầu. Vai trò của họ là làm việc với các bí thư tỉnh ủy và thành ủy vốn không được bầu cử, và có ảnh hưởng lớn hơn.

## Chỉ trích
Các cuộc bầu cử đã được mô tả khác nhau như các cuộc bầu cử hoặc cuộc tổng điều tra chính trị. Các vị trí không có tính cạnh tranh vì tất cả các ứng cử viên đều được lựa chọn và giành được bởi Mặt trận Dân chủ thống nhất Tổ quốc. Bởi vì số cử tri gần 100%, cuộc bầu cử tăng gấp đôi dưới dạng các cuộc tổng điều tra không chính thức. Inminban báo cáo là đang theo dõi các cuộc bầu cử để xác định và điều tra các chương trình không công bố.
Một cử tri có thể bỏ tên ứng cử viên để bỏ phiếu chống lại ông ta, nhưng ở hầu hết các điểm bỏ phiếu, cử tri phải làm như vậy bằng một cây bút màu đỏ bên cạnh hộp phiếu trước các quan chức bầu cử. Tại một số khu vực bỏ phiếu có một lá phiếu riêng cho lá phiếu 'không'. Nhiều người đào thoát khỏi Bắc Triều Tiên tuyên bố một hành động thách thức như vậy là quá nguy hiểm để cố gắng..

## Cuộc bầu cử mới nhất
Cuộc bầu cử gần đây nhất được tiến hành dưới sự lãnh đạo của Kim Jong-un sau cái chết của Kim Jong-il vào tháng 12 năm 2011.
Tóm tắt kết quả bầu cử đại biểu Quốc hội Bắc Triều Tiên ngày 9/4/2014
| Liên minh                           | Đảng                                    | Tỉ lệ (%) | số ghế |
| ----------------------------------- | --------------------------------------- | --------- | ------ |
| Mặt trận dân chủ Thống nhất Tổ quốc | Đảng Lao động Triều Tiên                | 100.00%   | 607    |
| Mặt trận dân chủ Thống nhất Tổ quốc | Đảng Dân chủ Xã hội Triều Tiên          | 100.00%   | 50     |
| Mặt trận dân chủ Thống nhất Tổ quốc | Đảng Thanh hữu Thiên Đạo                | 100.00%   | 22     |
| Mặt trận dân chủ Thống nhất Tổ quốc | Tổng Hội Cư dân Triều Tiên tại Nhật Bản | 100.00%   | 5      |
| Mặt trận dân chủ Thống nhất Tổ quốc | Ứng viên độc lập                        | 100.00%   | 3      |
| Tổng                                | Tổng                                    | 100.00%   | 687    |
| Tỉ lệ đi bỏ phiếu: 99.97%           |                                         |           |        |
| Source:                             |                                         |           |        |

## Lần bầu cử gần nhất
Cuộc bầu cử cuối cùng được tiến hành dưới sự lãnh đạo của Kim Jong-il đã được tổ chức vào ngày 8/3/2009. Ngày hôm sau, giới truyền thông Bắc Triều Tiên thông báo rằng ông được tái đắc cử vào quốc hội, mặc dù không có con trai nào của ông được bổ nhiệm. Ủy ban bầu cử cũng tuyên bố rằng 99,98% cử tri đi bầu, với 100% bỏ phiếu cho ứng cử viên của họ tại mỗi quận. Tất cả các ghế đều giành được Mặt trận Dân chủ Thống nhất Tổ quốc, dưới sự lãnh đạo của Đảng Lao động.
| Liên minh                           | Đảng                                    | Tỉ lệ (%) | Số ghế |
| ----------------------------------- | --------------------------------------- | --------- | ------ |
| Mặt trận dân chủ Thống nhất Tổ quốc | Đảng Lao động Triều Tiên                | 100.00%   | 606    |
| Mặt trận dân chủ Thống nhất Tổ quốc | Đảng Dân chủ Xã hội Triều Tiên          | 100.00%   | 50     |
| Mặt trận dân chủ Thống nhất Tổ quốc | Đảng Thanh hữu Thiên Đạo                | 100.00%   | 22     |
| Mặt trận dân chủ Thống nhất Tổ quốc | Tổng Hội Cư dân Triều Tiên tại Nhật Bản | 100.00%   | 6      |
| Mặt trận dân chủ Thống nhất Tổ quốc | Độc lập                                 | 100.00%   | 3      |
| Tổng                                | Tổng                                    | 100.00%   | 687    |
| Tỉ lệ cử tri đi bầu cử: 99.98%      |                                         |           |        |
| Nguồn:                              |                                         |           |        |